# Fujiwara no Toshinari

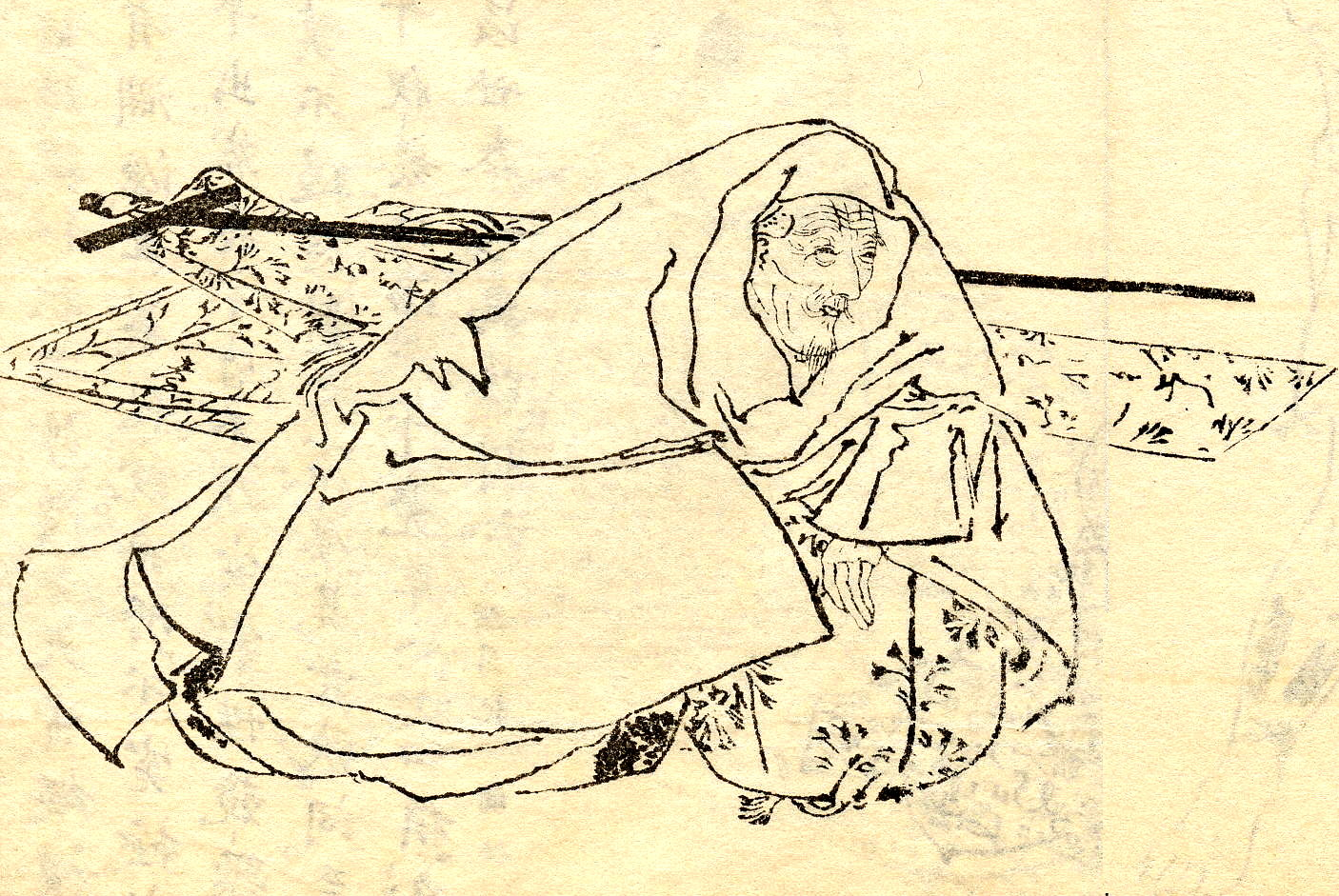
Fiktive Darstellung des Fujiwara no Toshinari von Kikuchi Yosai

Fujiwara no Toshinari (jap. 藤原 俊成, bzw. in respektvoller Lesung Fujiwara no Shunzei; * 1114; † 22. Dezember 1204) war ein japanischer Waka-Dichter.

## Leben
Der Sohn des Dichters und Politikers Fujiwara no Toshitada war Schüler sowohl des konservativen Waka-Dichters Fujiwara no Mototoshi als auch seines innovativen Konkurrenten Minamoto no Toshiyori (Minamoto no Shunrai). Als Angehöriger des Mikohidari-Zweiges der Fujiwara-Familie hatte er niedere Ämter am Hof des Tennō inne und erreichte in der Mitte seiner dreißiger Jahre den Posten eines Provinzgouverneurs.
Toshinari machte sich einen Namen sowohl als Lyriker als auch als Literaturkritiker. Eine Sammlung von 750 eigenen Gedichten erschien unter dem Titel Chōshū eisō (長秋詠藻), weitere 430 fanden Aufnahme in verschiedene kaiserliche Sammlungen. Er selbst erstellte 1188 die Waka-Sammlung Senzai-wakashū, in die er auch Werke zeitgenössischer Dichter wie Sagyō, Fujiwara no Sadaie und Shikishi Naishinnō aufnahm.
Sein poetisches Konzept stellte Toshinari in dem Buch Korai fūtei shō (古来風体抄, 1197/1201) dar. Er war ein gefragter Schiedsrichter für Gedichtwettbewerbe am Hofe, wobei er mehr das Gute zu loben als des Schlechte zu tadeln pflegte. Im Alter galt er als Doyen einer ganzen Generation junger Dichter und genoss eine für seinen niederen Rang ungewöhnliche Aufmerksamkeit des Hofes.
Seit 1176 lebte Toshinari als buddhistischer Mönch unter dem Namen Shakua (釈阿). Neben seinem Sohn Fujiwara no Sadaie wurden auch sein Stiefsohn Jakuren (Fujiwara no Sadanaga) und die von ihm adoptierte Enkeltochter Fujiwara Toshinari no Musume als Dichter bekannt.